# Їржі Новотний
Їржі Новотний (чеськ. Jiří Novotný; 12 серпня 1983, м. Пельгржимов, ЧССР) — чеський хокеїст, центральний нападник. Виступає за «Локомотив» (Ярославль) у Континентальній хокейній лізі.
Виступав за ХК «Чеське Будейовіце», «Рочестер Американс» (АХЛ), «Баффало Сейбрс», «Вашингтон Кепіталс», «Колумбус Блю-Джекетс», «Атлант» (Митищі), «Барис» (Астана), «Лев» (Прага) .
В чемпіонатах НХЛ — 189 матчів (20+31), у турнірах Кубка Стенлі — 4 матчі (0+0).
У складі національної збірної Чехії учасник зимових Олімпійських ігор 2014 (4 матчі, 0+0), учасник чемпіонатів світу 2007, 2008, 2010, 2011, 2012, 2014 і 2015 (69 матчів, 8+15). У складі молодіжної збірної Чехії учасник чемпіонату світів 2002 і 2003. У складі юніорської збірної Чехії учасник чемпіонатів світу 2000 і 2001.
Досягнення
- Чемпіон світу (2010), бронзовий призер (2011, 2012).